# Hippolyte Pixii

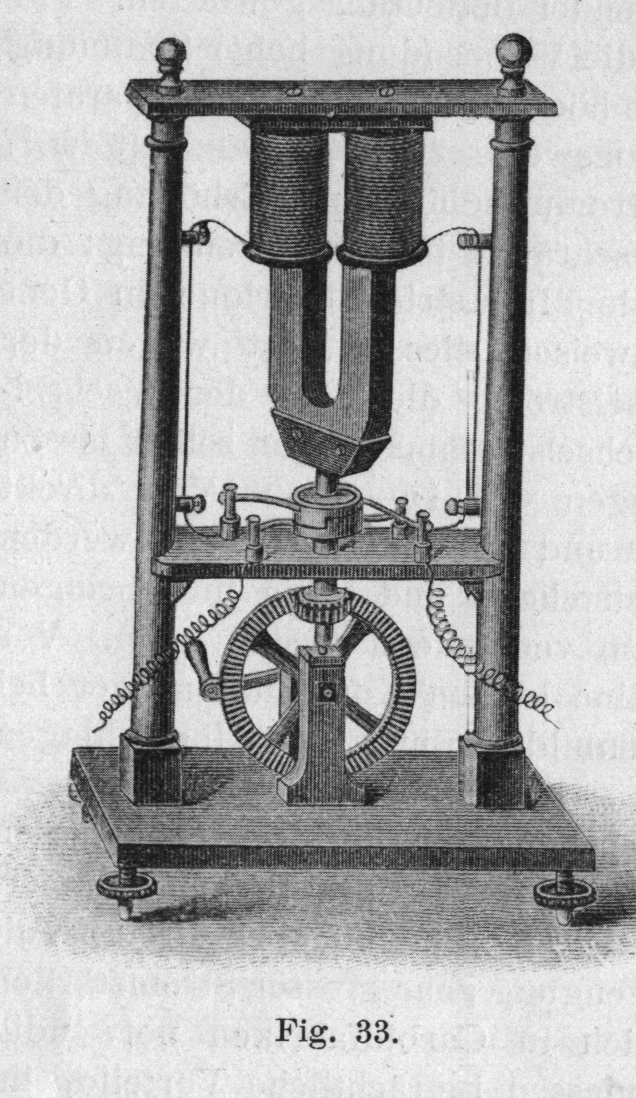
génératrice électromagnétique de courant de 1832

Hippolyte Pixii (1808-1835) est un fabricant d'instruments scientifiques de Paris. 
Sur le principe de l'induction découvert par Michael Faraday, André-Marie Ampère lui fait construire la première génératrice électromagnétique. Un aimant actionné par une manivelle tourne devant une bobine enroulée autour d'un noyau de fer. Les pôles nord et sud de l'aimant passant successivement devant et derrière la bobine, créent un courant alternatif. La machine doit servir à remplacer les piles, qui fournissent un courant toujours de même sens. Aussi, sur une suggestion d'Ampère, un commutateur est ajouté pour produire un courant continu. La machine porte son nom.
Il meurt à 26 ans.
Une reproduction de la première génératrice de Pixii peut être admirée dans le Musée Ampère, près de Lyon ainsi qu'au Pôle des Énergies, à Bourganeuf, en Creuse.